# Burgruine Altneufels
Die Burgruine Altneufels, auch Alt-Neufels genannt, umfasst Ruinenreste einer Spornburg vom Typus einer Turmhügelburg (Motte) im Wald auf der äußersten Spitze eines südlichen und rechten Talschlingensporns nordwestlich von Neufels, einem Weiler der Stadt Neuenstein. Neufels ist der direkt an diese anschließende Burgweiler der vermutlich jüngeren Nachfolgeburg oder Schwesterburg Burg Neufels auf einem Mündungssporn über der Kupfer. Die Ruine Altneufels steht dagegen auf etwa 300 m ü. NHN mehr als zwei Nebenklingen weiter flusstalabwärts und damit schon auf heutiger Gemarkung der Stadt Niedernhall. Beide Städte gehören zum Hohenlohekreis in Baden-Württemberg.
Von der ehemaligen kleinen Mottenanlage mit nach Nordosten gerichtetem flachem Burggraben sind noch die Grundmauern eines Wohnturms erhalten.
Vermutlich diente die Burganlage als Fliehburg und war nicht ständig bewohnt.